# Румен Иванов (футболист)
Вижте пояснителната страница за други личности с името Румен Иванов.
Румен Иванов е български футболист, нападател. Роден е на 14 септември 1973 г. в Карлово.

## Кариера
Започва кариерата си в Металик (Сопот). След това играе за Етър, Ботев (Пловдив), Левски (София), Родопа, швейцарските Йънг Бойс, ФК Аарау и Баден, Валдхоф (Манхайм, Германия) и за три месеца в Малайзия през есента на 2005 г. Бронзов медалист с отбора на Ботев през 1995 г. Голмайстор на швейцарската Чалъндж Лига през 1998 г. с 24 гола за отбора на Йънг Бойс. В евротурнирите има 6 мача и 1 гол (2 мача за Етър в КЕШ и 4 мача с 1 гол за Ботев в УЕФА). За националния отбор има 1 мач.
Румен Иванов умира на 8 ноември 2024 година в Сопот.

## Статистика по сезони
- Металик – 1990/91 – В група, 18 мача/4 гола
- Етър – 1991/92 – A група, 20/3
- Етър – 1992/93 – A група, 21/5
- Етър – 1993/94 – A група, 23/8
- Ботев – 1994/95 – A група, 26/10
- Ботев – 1995/96 – A група, 21/5
- Ботев – 1996/ес. - A група, 8/2
- Левски – 1997/пр. - A група, 2/1
- Йънг Бойс – 1997/пр. - Акспо Суперлига, 14/6
- Йънг Бойс – 1997/98 – Чалъндж Лига, 35/24
- ФК Аарау – 1998/99 – Акспо Суперлига, 35/16
- ФК Аарау – 1999/00 – Акспо Суперлига, 34/21
- ФК Аарау – 2000/ес. - Акспо Суперлига, 17/5
- Баден – 2001/пр. - Чалъндж Лига, 15/6
- Валдхоф – 2001/02 – Втора Бундеслига, 14/2
- Валдхоф – 2002/03 – Втора Бундеслига, 10/2
- Ботев – 2003/ес. - A група, 10/2
- Родопа – 2004/пр. - A група, 5/2
- Металик (Сопот) – 2004/05 – В група, 21/9
- Малайзия – 2005/ес. - Малайзийска Суперлига
- Етър 1924 – 2006/пр. - Западна Б група, 11/6
- Ботев-Бали – 2006/ес. - В група
- Любимец 2007 – 2007/ес. - В група
- Френарос 2000 – 2008 ?/17
- Нафтекс (Бургас) – 2008/пр. - Източна Б група,